# Hayriye, Armutlu
Hayriye là một xã thuộc huyện Armutlu, tỉnh Yalova, Thổ Nhĩ Kỳ. Dân số thời điểm năm 2010 là 122 người.